# Việc làm bán thời gian

Tỉ lệ việc làm bán thời gian ở các nước thuộc Tổ chức Hợp tác và Phát triển Kinh tế.

Việc làm bán thời gian (tiếng Anh: Part-time job, cũng có thể gọi kết hợp giữa tiếng Việt và tiếng Anh là việc làm part-time) là hình thức việc làm với số giờ làm việc mỗi tuần ít hơn so với việc làm toàn thời gian. Những công việc này thường được chia theo ca, và các ca này thường luân phiên nhau. Người lao động được coi là làm việc bán thời gian nếu họ thường làm việc dưới 30 giờ mỗi tuần. Theo Tổ chức Lao động Quốc tế (ILO), số lượng người lao động bán thời gian đã tăng từ một phần tư lên một phần hai trong 20 năm qua tại hầu hết các quốc gia phát triển, ngoại trừ Hoa Kỳ. Có nhiều lý do để làm việc bán thời gian bao gồm mong muốn làm việc ít giờ hơn, do bị cắt giảm giờ làm việc bởi người sử dụng lao động, và không thể tìm được công việc toàn thời gian. Trong Công ước số 175 của Tổ chức Lao động Quốc tế đã yêu cầu người lao động bán thời gian phải được đối xử không thua thiệt so với người lao động toàn thời gian.

## Thực thi

### Châu Á

#### Iran
Hợp đồng lao động bán thời gian được công nhận theo Bộ luật Lao động của Iran. Ở nước này, không có yêu cầu pháp lý cụ thể nào giới hạn về số giờ làm việc tối thiểu hoặc tối đa mà người lao động bán thời gian có thể làm việc, nhưng họ phải nhận được các chế độ phúc lợi và bảo vệ tương ưng với số giờ làm việc của họ so với người lao động toàn thời gian. Theo Điều 39 cũng trong Bộ luật này, tiền lương và các khoản phúc lợi phải trả cho những người lao động làm việc bán thời gian hoặc làm việc ít hơn so với số giờ làm việc chính thức sẽ được tính toán và chi trả theo tỷ lệ với số giờ thực tế đã làm việc.

#### Việt Nam
Tại Việt Nam, theo Bộ luật Lao động số 5/2019/QH14 gọi người lao động bán thời gian được hiểu là người lao động làm việc không trọn thời gian với khoảng thời gian làm việc bình thường ngắn hơn so với quy định của pháp luật về lao động. Trong khoản 3, Điều 32 của Bộ luật này cũng quy định, người lao động bán thời gian cũng sẽ bình đẳng so với người lao động làm việc toàn thời gian trong cơ hội, không bị phân biệt đối xử, an toàn và vệ sinh lao động. Đối với người lao động làm việc bán thời gian cũng được quy định có thời gian làm việc dưới 8 giờ, đối với mỗi ca và dưới 48 giờ, đối với mỗi tuần. Đối với lương tối thiểu, trong Điều 3 Nghị định 38/2022/NĐ–CP thì người lao động bán thời gian được quy định có lương theo giờ đối với vùng I là 22.500 đồng, vùng II là 20.000 đồng, vùng III là 17.500 đồng và vùng IV là 15.600 đồng.